# توشیما-کو، توکیو

نقشهٔ منطقهٔ توشیما در توکیو

منطقهٔ توشیما (به ژاپنی: 豊島区 Suginami-ku) یکی از ۲۳ منطقه ویژه توکیو پایتخت ژاپن است. 
این منطقه در شمال غربی توکیو واقع شده و ۱۳٬۰۱ کیلومتر مربع مساحت دارد. تراکم جمعیت در این منطقه ۲۰٬۳۲۰ نفر در هر کیلومتر مربع است که بعد از منطقهٔ ناکانو-کو، توکیو بالاترین تراکم جمعیت در ژاپن را داراست.

## نگارخانه

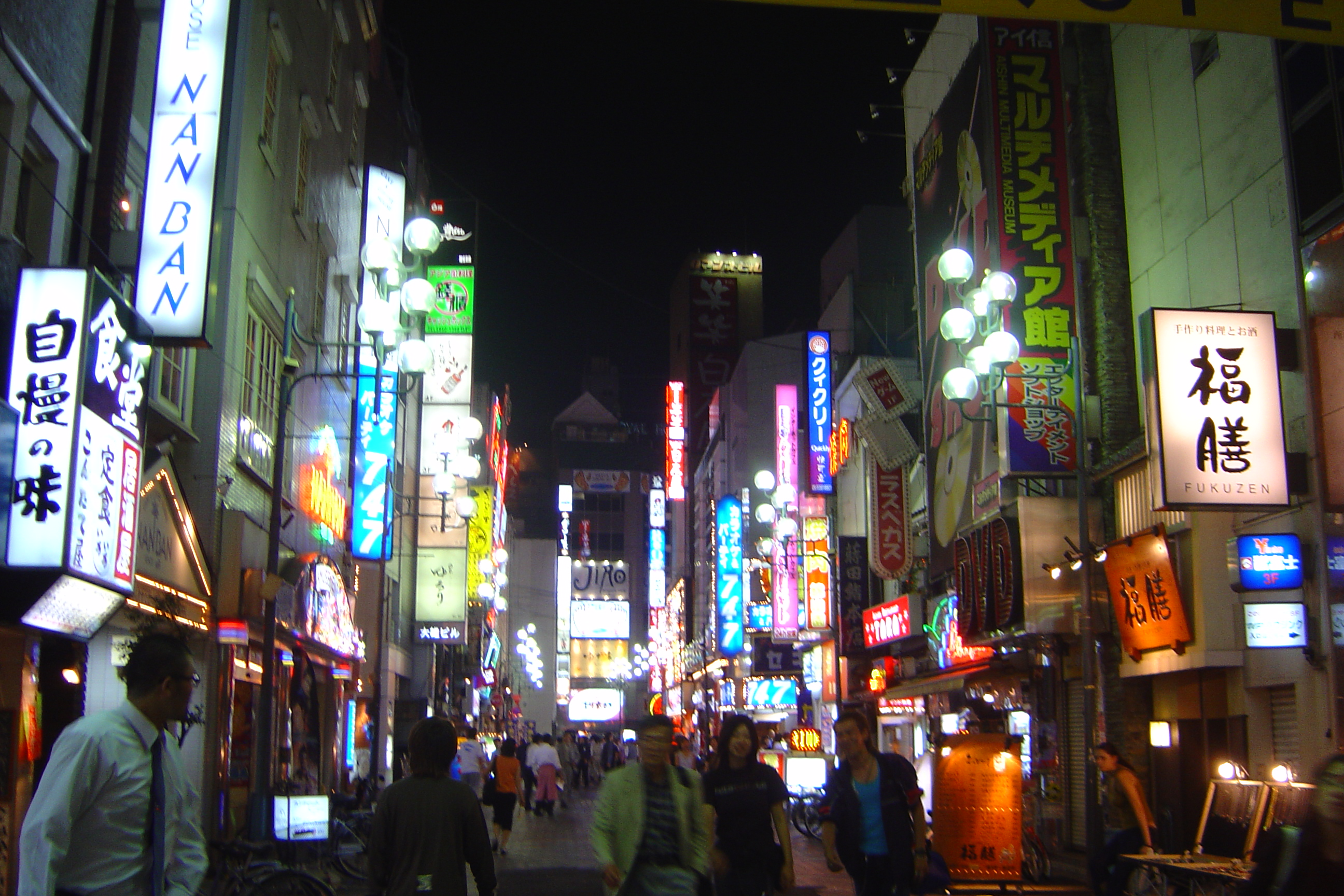
ایکه بوکورو در منطقهٔ توشیما